# Lore Ribbentrop-Leudesdorff
Hortense Lore Ribbentrop-Leudesdorff, auch Lore Leudesdorff-Engstfeld, geborene Leudesdorff (* 16. August 1902 in Elberfeld; † 26. August 1986 in Berlin) war eine deutsche Bauhaus-Künstlerin.

## Leben
Hortense Lore Leudesdorff war von 1919 bis 1926 am Bauhaus Schülerin von Johannes Itten, Georg Muche und Paul Klee. In dieser Zeit wirkte sie auch an den Experimentalfilmen der Regisseure Walter Ruttmann und Lotte Reiniger mit. Ab 1928 arbeitete sie als Stoffdruck-Designerin und gründete 1932 das „Atelier Leudesdorff“.
Nach kriegsbedingter Erblindung schuf Lore Ribbentrop-Leudesdorff in den 1950er Jahren plastische Bildwerke. Aus der Beziehung mit Jorge Fulda (* 1905) ist 1928 René Leudesdorff hervorgegangen.